# Husk (comics)
Husk (de son vrai nom Paige Guthrie) est un personnage de fiction de Marvel Comics. Le personnage de Husk a été créé par Fabien Nicieza et Tony Daniel dans X-Force vol. 1 #32 (mars 1994), bien que Chris Claremont et Jackson Guice l'aient présenté auparavant dans Nouveaux Mutants vol. 1 #42 (août 1986) alors qu'elle n'était pas encore une mutante. Ce sont les créateur de Génération X (Scott Lobdell et Chris Bachalo) qui vont la définir davantage avec pouvoirs et capacité.
Mutante, Paige a la capacité d'enlever une couche de sa peau révélant ainsi un nouvel épiderme avec une toute nouvelle composition de son choix. Bien qu'elle se change souvent en métal ou pierre, elle peut prendre les caractéristiques de nombreuses substances différentes.
Paige vient du Kentucky. Sa famille travaille dans les mines de charbon et elle est la jeune sœur de Rocket. Contrairement à son frère, Husk est consciente que les gens la considèrent comme une « péquenaude » (Jubilé la traite souvent de « plouc »).
Elle fait d'abord partie de Génération X puis elle rejoint les X-Men.

## Biographie fictive
Paige Guthrie - qui est la sœur du X-Man Rocket - est née dans une famille nombreuse de mineurs de charbon du Kentucky. Alors qu'elle est encore enfant, son père meurt d'un problème pulmonaire lié à son travail dans les mines. Depuis que son frère était devenu un mutant et qu’il avait rejoint l’Institut Xavier, elle s’entraînait chaque jour à activer sa mutation et souhaitait plus que tout devenir une mutante elle aussi. Sa mutation se déclara et Paige commença à perdre sa peau.

### Génération X
Husk est capturée par l’entité techno-organique alien : la Phalanx. Maintenue captive par celle-ci avec d’autres mutants tels que Blink, Skin ou M, elle est secourue  par une équipe improvisée d’X-Men (Jubilé, Emma Frost, le Hurleur, Synch et Dents-de-sabre) et utilise ses pouvoirs pour déjouer la contamination qu’avait tenté sur elle la Phalanx.
Par la suite, elle intègre une équipe de jeune mutants, Generation X, destinés à devenir les X-Men du futur. L'équipe est confiée à Emma Frost et au Hurleur et est composée de : Jubilé, M, Skin, Synch et Paige Guthrie qui prit le nom de code de Husk. C'est ainsi que l'académie du Massachusetts, l'ancienne école dirigée par Emma Frost, est rouverte pour accueillir Generation X. Quelques jours après l'ouverture de l'académie, les jeunes recrues de Generation X sont opposées à Emplate, le frère démoniaque de M. Puis un jeune mutant, Jonothon Starmore, alias Chamber, rejoint leurs rangs. Paige est immédiatement attirée par le jeune homme. Un soir où elle a un peu trop bu, elle tente de l'embrasser. Mais Chamber perd le contrôle de ses pouvoirs et met le feu au dortoir des filles de l'académie. Par chance Paige n'est pas blessée. Dès lors, elle fait tout ce qu’elle peut pour devenir X-Man, et meilleure X-Man que son frère.
Lorsque sa sœur Joelle s'enrôle dans une organisation anti-mutante, Paige part enquêter avec son frère Samuel et avec les X-Men. Elle est attaquée et prise en otage avant d'être sauvée par son frère et les X-Men. Sa sœur Joelle découvre le vrai visage de l'organisation et la quitte. Paige, elle, retourne chez Generation X. À leurs côtés, elle combat nombre de vilains tels qu’Omega Red, ou Emplate et ses Hellions. Au cours de ce combat, Synch est infecté par Emplate et retourne chez lui pour se nourrir des énergies de sa famille. Paige part à ses trousses avec M et Jubilé et elles réussissent à le soustraire de cette influence négative. Par la suite, Emma Frost emmène les étudiants de Generation X quelque temps en Ontario pour fuir l'entité psionique Onslaught, qui avait enlevé Chamber. Là, Paige et les autres sont confrontés au Crapaud et à son nouvel associé, le Chirurgien. Les vilains vaincus, ils retournent à l'académie du Massachusetts où Paige retrouve Chamber. Elle se rapproche de lui et ils entament une liaison amoureuse. Entretemps, ils sont confrontés à plusieurs autres vilains comme Mondo et Black Tom Cassidy qui les envoie loin, dans le Pacifique sud. Secourus par Glorian, Paige et ses coéquipiers sont confrontés au Major Love et aux Sentinelles du Projet Opération Tolérance Zero.
Après plusieurs autres combats, contre Emplate, Biance LaNeige et Dracula notamment, l'Académie du Massachusetts est reprise par Adrienne Frost, la sœur démente d'Emma, qui l'ouvre aux étudiants humains. Paige flirte alors brièvement avec le jeune Tristan Brown. Puis Paige et ses coéquipiers sont confrontés à d'autres menaces : Paladin et les Fils du levant ou alors Adrienne qui leur fait revivre le massacre des Hellions, Emplate qui les attaque une énième fois, ou encore le Fléau allié à Black Tom et Mondo. Paige est même confrontée au fantôme d'une petite fille qui avait vécu à l'académie des années plus tôt et qui avait subi des mauvais traitements. Mais à la suite de la déprime du Hurleur (provoquée par la mort de Moira MacTaggert) et le comportement louche d’Emma Frost, les membres de l’équipe se séparent d’un commun accord et chacun suit sa route. Husk part pour le grand nord aider des écologistes à sauver des arbres.

### X-Men
Après une petite virée dans l'espace avec M et Jubilé, elle est rappelée par le Hurleur (comme M et Jubilé), au sein de X-Corps en région parisienne. Puis avec la débâcle de X-Corps consécutive à la traîtrise de plusieurs de ses membres, Paige revient à l’institut Xavier pour étudier, et pour préparer une formation d’X-Man. Très attirée par son collègue Archangel, elle est dès lors en concurrence avec Stacy X, une autre récente recrue des X-Men. L’intérêt de Paige pour l’environnement l’amène à découvrir que l’une des filiales de l’entreprise d’Archangel : Lobo Technologies, est extrêmement pollueuse. Une enquête sur des agressions commises par des mutants mènent les X-Men et Paige au siège de Lobo Technologies, qui est en fait le repaire de loup-garous mutants se réclamant d’une espèce dominante. Un combat oppose les X-Men aux loups garou, Archangel et Husk sont pris au piège et Husk grièvement blessée. Elle est sauvée grâce au sang guérisseur d’Archangel et vit dès lors une histoire d’amour avec lui.
Finalement devenue un véritable X-Man, elle participe à quelques missions. Peu après, deux de ses anciens coéquipiers de Generation X, Jubilé et Skin sont crucifiés sur la pelouse des X-Men, Jubilé est sauvée grâce à Archangel mais pas Skin. Alors qu’elle allait l’enterrer avec Jubilé, le patron du cimetière refuse la sépulture de Skin et elle doit se battre contre un employé mutant du cimetière.
Elle participe ensuite à une mise en scène des X-Men et de Chamber pour attirer l'attention du projet Weapon X sur ce dernier et l'enrôler dans l'organisation (ainsi Chamber servait de taupe pour le compte des X-Men). Après un combat contre les sbires du mutant Azazel, elle reçoit un appel de sa famille, son frère Jebediah étant grièvement blessé. Elle retourne dans le Kentucky à son chevet et est prise dans un conflit qui oppose sa famille à une autre famille de la région : les Cabot. Conflit qui se termine par la mort de Julia Cabot, la petite amie de son frère Joshua.

## Pouvoirs et capacités
Husk peut modifier la structure de son corps sous sa peau. En arrachant sa peau, elle révèle sa nouvelle peau et les nouvelles capacités de celle-ci (ex : épiderme en pierre, acier, gomme, or, verre, diamant, charbon cristallisé, cristal, argent, bois…).
Cela peut lui permettre d'augmenter sa force (elle peut soulever ou presser jusque 10 tonnes sous certaines formes), sa résistance, sa vitesse. Elle peut apparemment prendre n'importe quelle forme (elle affirme avoir réussi à se changer en petit oiseau), mais elle préfère garder sa forme humaine. Elle peut aussi se fondre dans le décor qui l'environne à la manière d'un caméléon.
Sa transformation ne dure qu'une heure, au bout de laquelle elle récupère sa peau normale. En changeant de peau, elle peut guérir de blessures superficielles.